# Mrożewice
Mrożewice [pronunciación en polaco: /mrɔʐɛˈvit͡sɛ/] es un pueblo ubicado en el distrito administrativo de Gmina Parzęczew, dentro de Distrito de Zgierz, Voivodato de Łódź, en Polonia central. Se encuentra aproximadamente a 4 kilómetros al norte de Parzęczew, a 21 kilómetros al noroeste de Zgierz, y a 28 kilómetros al noroeste de la capital regional Łódź.